# Santuário da Santa Casa de Loreto

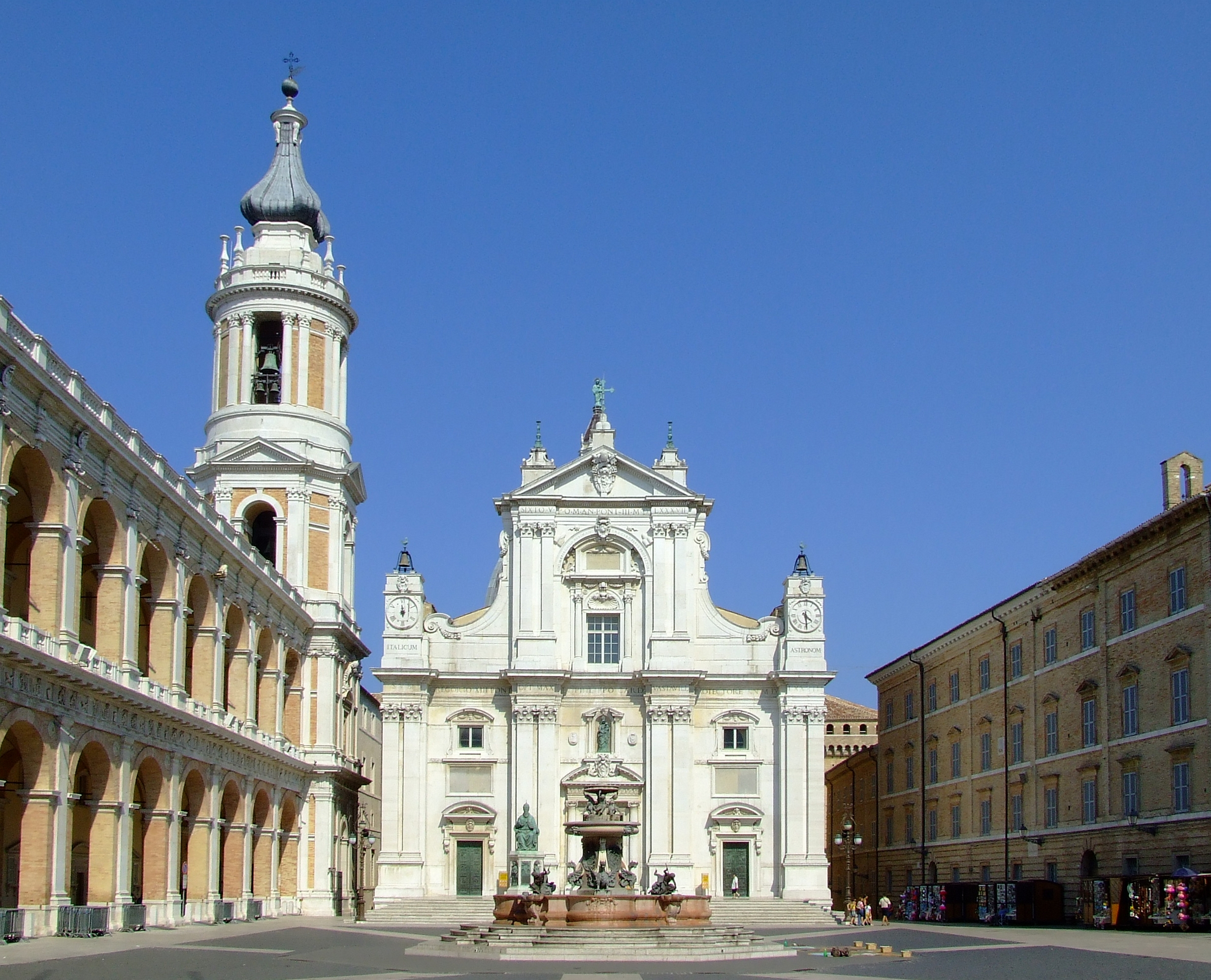
Praça da Madonna e fachada da Basílica do Santuário

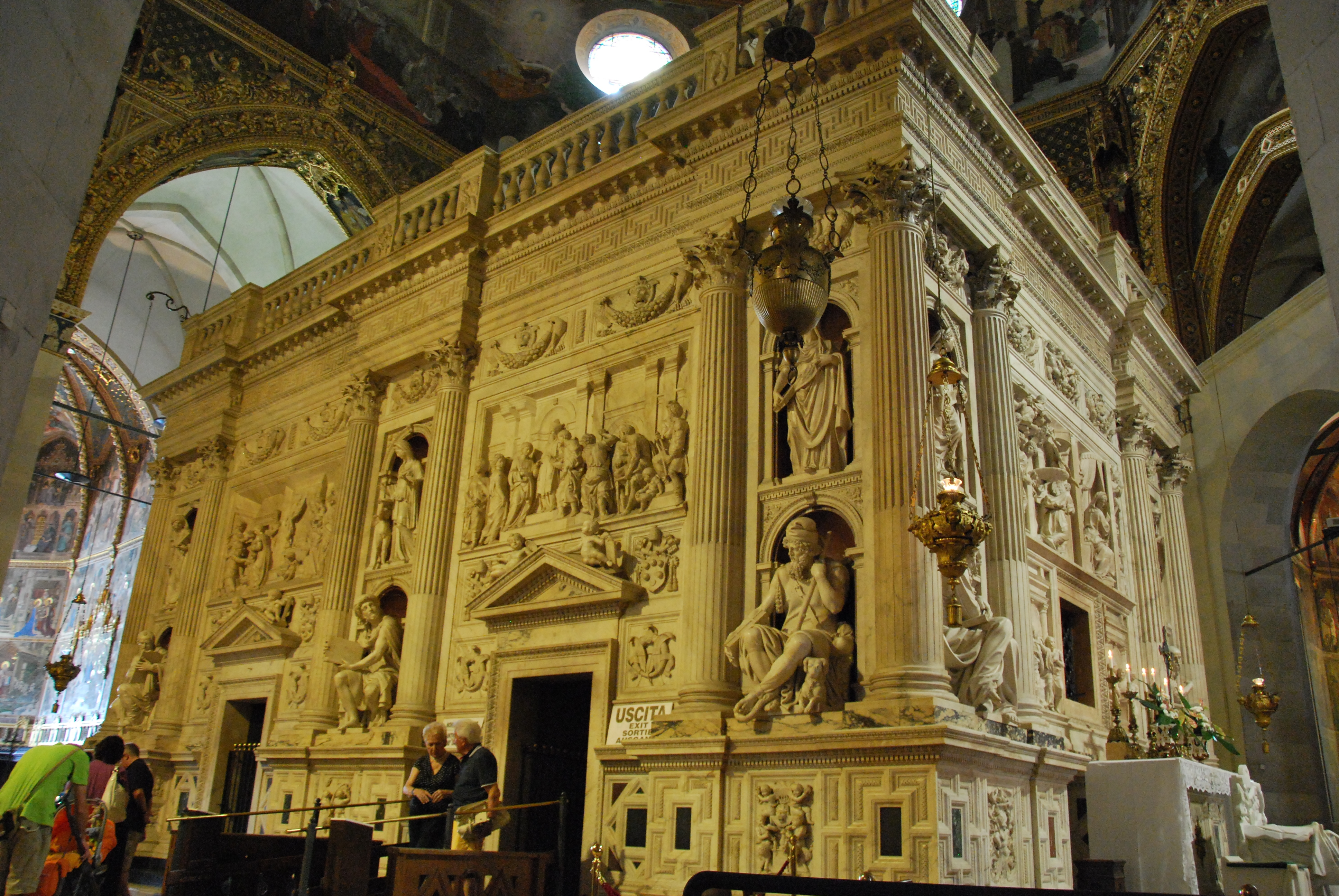
A Santa Casa na basílica

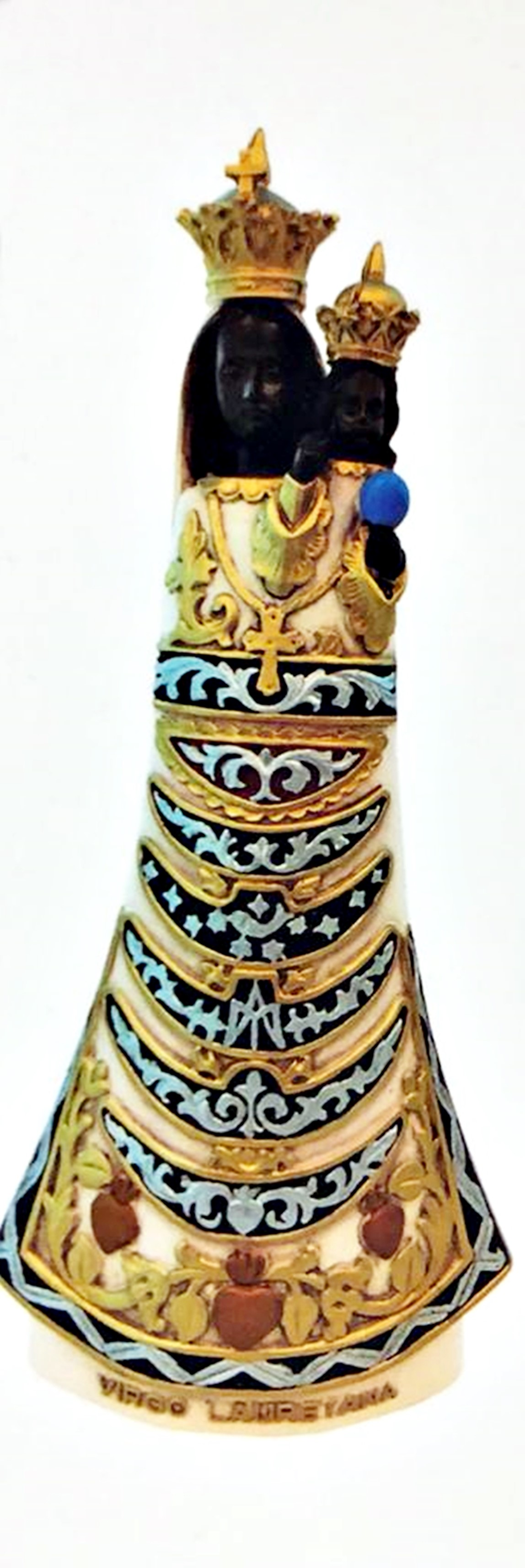

O Santuário da Santa Casa de Loreto é um lugar de peregrinação católico situado no município italiano de Loreto. É considerado o mais importante da Itália. Foi construído perto da casa onde, segundo a tradição medieval, o Arcanjo Gabriel anunciou à Virgem Maria a maternidade divina e onde viveu a Sagrada Família de Nazaré, casa essa miraculosamente transportada por anjos.

## A história
No século III, quando Santa Helena foi a Nazaré, teria mandado construir uma igreja no local onde se encontrava a casa da Sagrada Família de Nazaré. Além de descobrir a Vera Cruz, terá também encontrado o lugar da Encarnação. A tradição conta também que foi nessa casa que Maria foi educada e cresceu na companhia dos seus pais, Santa Ana e São Joaquim. 
No século XIII, os lugares santos cristãos foram ameaçados pelos sarracenos e a igreja construída por Santa Helena foi arrasada. A mesma sorte estaria reservada à casa de Nazaré. Segundo a lenda, Deus fez miraculosamente transportar a Santa Casa para a Croácia, para as localidades de Trsat (Tarsatica) e Rijeka (Fiume), para o Monte Rauniza, com a ajuda de anjos.
Esta ideia surgiu no pontificado do Papa Nicolau IV. Na casa, foi encontrada uma estátua que representava Nossa Senhora coroada e tinha o Menino Jesus ao colo. Ainda segundo a tradição, a Santa Casa foi novamente transportada pelos anjos para Itália, onde foi encontrada por uma senhora chamada Lorette em 10 de dezembro de 1294. Foi daí que provém a história de Nossa Senhora de Loreto. As litanias loretanas foram compostas pelo cardeal Savelli em memória deste acontecimento. 

### A herança
Os habitantes da Croácia honram há séculos esta tradição mariana organizando peregrinações ao santuário de Loreto e consagrando igrejas a Maria, Mãe de Deus, no seu próprio país. Os papas Pio II, Paulo II, Sixto IV, Clemente VII, Leão X e Sixto V estão entre os primeiros pontífices a reconhecer oficialmente este prodígio.
A história da Santa Casa interessou muitas figuras cristãs durante e depois da Renascença, especialmente Erasmo de Roterdão, René de Bastarnay, Louis d'Arpajon e Battista Spagnuoli. René Descartes foi peregrino em ação de graças pelo sonho que conta em Olympiques, e que está na origem da sua mathesis universal. Loreto foi elevada a cidade mariana e sede de diocese e tornou-se um dos mais importantes locais de peregrinação da Europa. 
Em 1 e 2 de setembro de 2007, o Papa Bento XVI foi a Loreto para viver uma festa da Fé com jovens da cidade.

## Basílica da Santa Casa
A basílica é uma estrutura do gótico tardio continuada por Giuliano da Maiano, Giuliano da Sangallo e Bramante. A espantosa fachada da igreja foi construída durante o pontificado de Sixto V, que fortificou Loreto e lhe deu os privilégios de vila (1586); a sua colossal estátua ergue-se no meio do lanço de escadas em frente. Sobre a portaria principal está uma estátua de bronze, à escala natural, da Virgem com o Menino de Girolamo Lombardo; as três soberbas portas de bronze foram feitas em finais do século XVI, sob Paulo V (1605-1621), também por Lombardo, seus filhos e alunos, entre eles Tiburzio Vergelli, que também fez a caligrafia em bronze no interior. As portas e candelabros da Santa Casa são dos mesmos artistas.
O ricamente decorado campanário (1750 a 1754, de Vanvitelli, é de grande altura; o sino principal, apresentado por Leão X em 1516, pesa 11 toneladas. O interior da igreja tem mosaicos de Domenichino e Guido Reni, e outras obras de arte, incluindo estátuas de Raffaello da Montelupo. Nas sacristias de cada lado do transepto do lado direito há frescos, à direita de Melozzo da Forli, e à esquerda de Luca Signorelli. Em ambos há belas intarsias. A basílica como um todo é uma obra prima de colaboração que envolveu várias gerações de arquitectos e artistas.

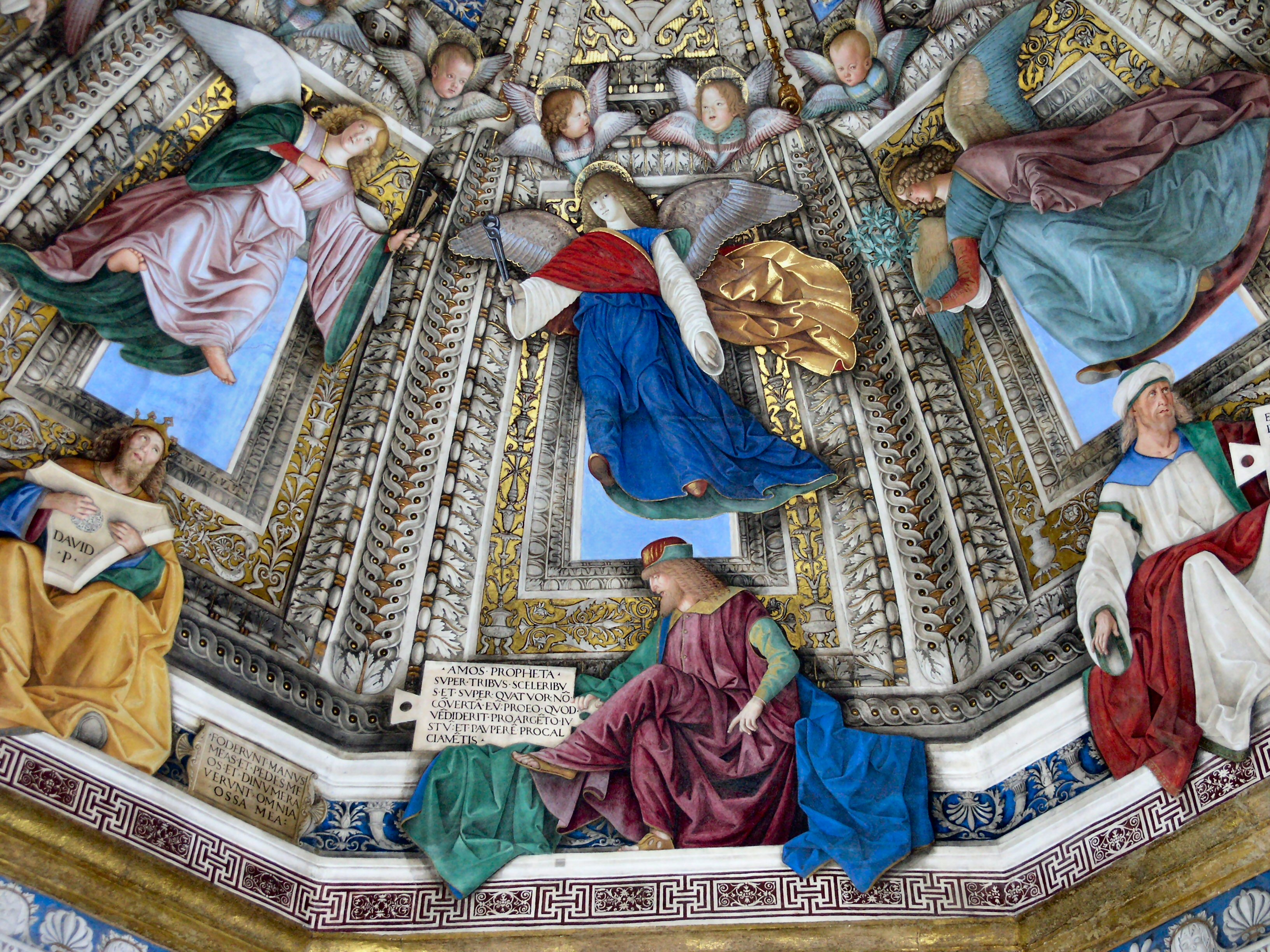
Fresco de Melozzo da Forli

## A Santa Casa
A maior atracção, porém, é a Santa Casa, o centro de peregrinação desde o século XIV e local muito popular entre os turistas, mesmo os não católicos.
É uma edifício de um só piso, de pedra, com 8,5 m por 3,8 m e 4,1 m de altura; tem uma porta no lado norte e uma janela no lado ocidental, e um nicho que contém uma pequena imagem negra da Virgem com o Menino, em cedro-do-líbano, ricamente adornada com jóias. 
Em outubro de 2019, o Papa Francisco acrescentou a festa de Nossa Senhora de Loreto, comemorada em 10 de dezembro, ao calendário romano universal.

## Galeria

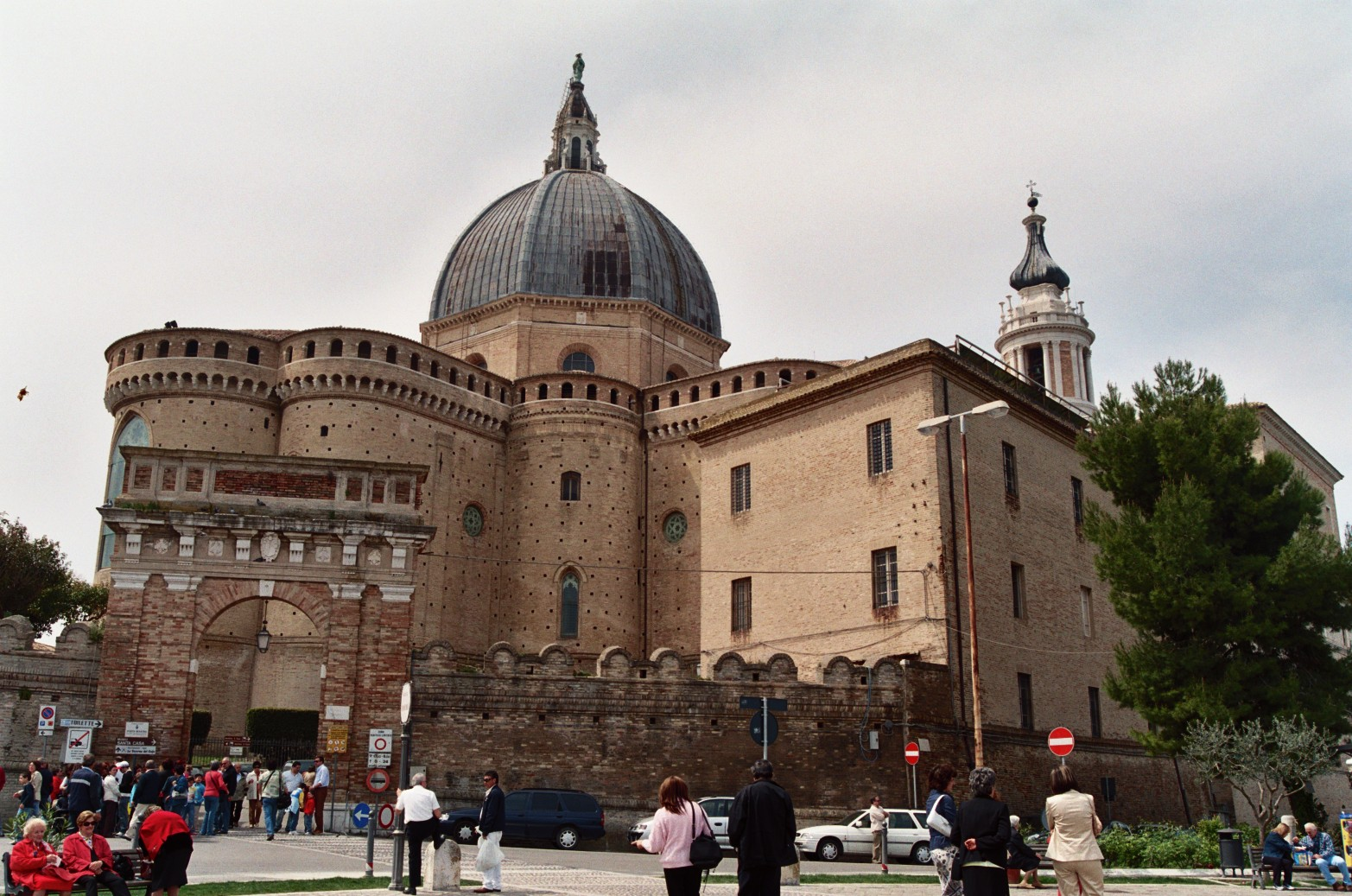
A basílica da Santa Casa
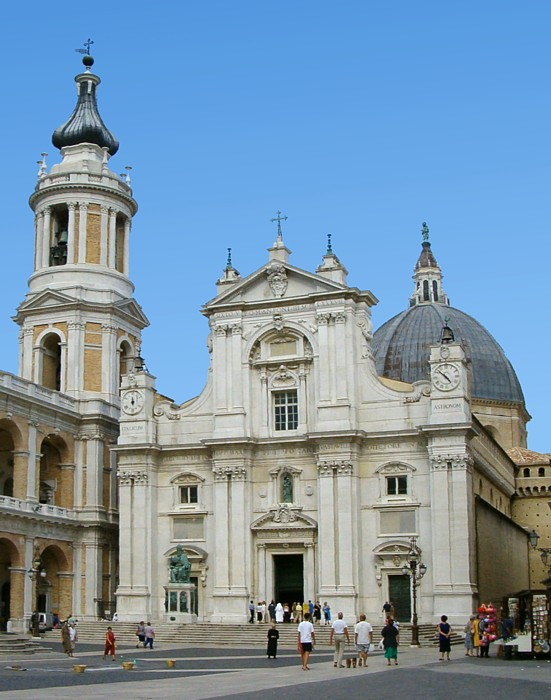
Fachada do santuário